# Fégréac
Fégréac é uma comuna francesa na região administrativa do País do Loire, no departamento de Loire-Atlantique. Estende-se por uma área de 44.18 km². Em 2010 a comuna tinha 2 458 habitantes (densidade: 55,6 hab./km²).